# Kvarteret Holmia

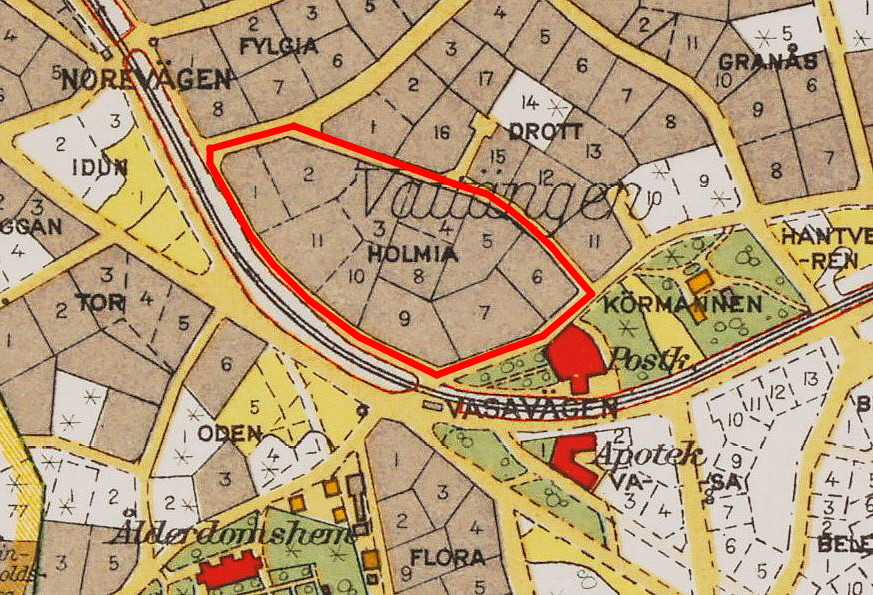
Kvarteret Holmia, Lidingö, 1920-tal.

Holmia är ett kulturhistoriskt intressant kvarter i kommundelen Hersby i Lidingö kommun. Holmia bildades 1906 tillsammans med flera andra kvarter av det då nybildade AB Lidingö Villastad. Kvarteret har fortfarande en mycket välbevarad och genuin miljö från 1900-talets början. Villorna i området har till stor del sina ursprungliga exteriörer i nationalromantik, jugendstil och jugendbarock.

## Geografiskt läge
Kvarteret Holmia begränsas av dagens Lejonvägen i sydväst, av Stockholmsvägen i sydost, av Holmiavägen i nordost och av Fylgiavägen i nordväst. Kvarteret består av 10 fastigheter (ursprungligen 11). Holmia är det latinska namnet för Stockholm.

## Historik

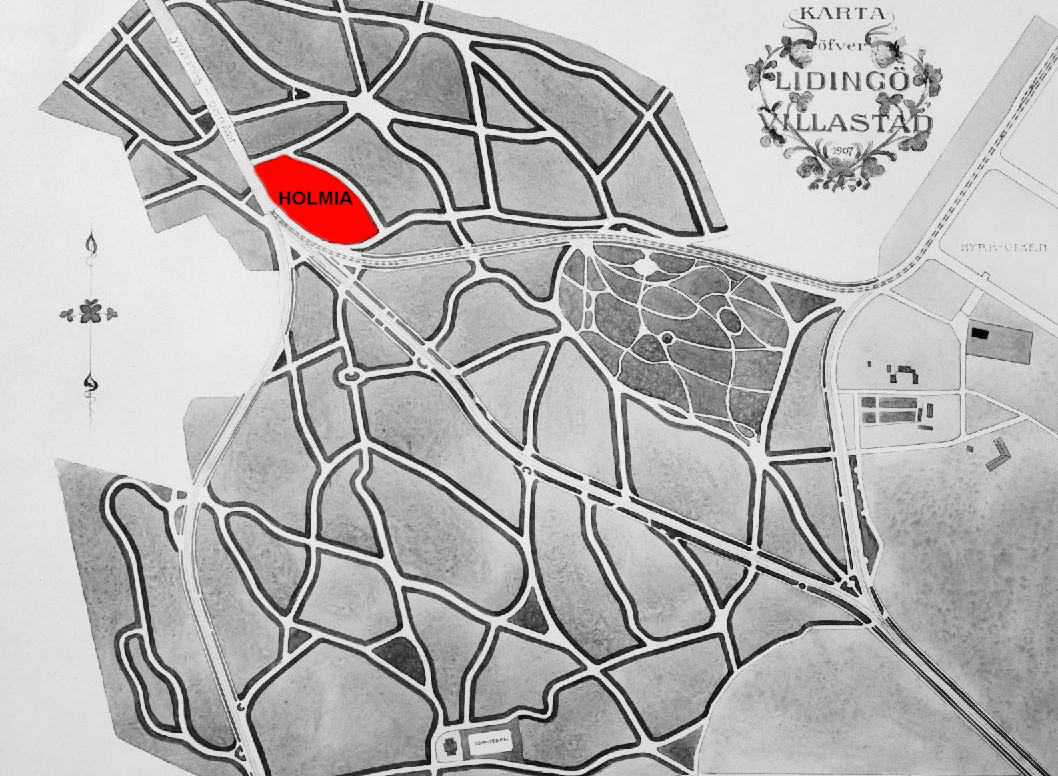
Kvarteret Holmia i Hallmans utkast tillstadsplan från 1907.

Kvarterets konturer syns redan på Per Olof Hallmans första utkast från 1907 till stadsplan för Lidingö villastad. Hallmans stadsplan fastställdes sedermera officiellt den 7 februari 1913. Kvarteret fick en central placering mellan Norra Lidingöbanans hållplatser Norevägen och Vasavägen. Här planerades också en sydöstra gren av Lidingöbanan som dock inte realiserades. Direkt öster om Holmia låg Vattängens gård, där villabolaget hade sitt kontor. 
Vid den tiden vände man sig till välbärgade byggherrar från Stockholm och husen som byggdes var storslagna och ofta gestaltade i jugendstil. Det fanns en medveten vilja att låta överklassen bo för sig själv. Kvarteret Holmia var det första av villastadens kvarter som bebyggdes med villor och det troligen första färdigställda huset var Skeppargården från 1906 (Holmia 11) vid dagens Stockholmsvägen 61, okänd arkitekt. Villan byggdes för villastadens disponent Erik Andersson som även kallades "skepparen".
Bland övriga villorna i kvarteret Holmia märks Villa Siri Carlesson (Holmia 10) som uppfördes 1906–1907 efter ritningar av arkitekt Albin Brag. Grannen, Villa Fornboda (Holmia 12) från 1907 ritades av Carl Kempendahl och David Lundegårdh som affärs- och bostadsbyggnad. Huset har under åren använts till olika ändamål, bland annat bostad, konditori / kafé med bageri, småskola, bank, polisstation och frisersalong. Fornboda är sedan 1998 plats för Lidingö museum. Villa Solgården (Holmia 9) tillkom samtidigt och ritades av samma arkitekter som Fornboda. 
Kvarterets praktfullaste och mest påkostade byggnad är Villa Oldenburg (Holmia 1) som uppfördes 1909–1910 för vice häradshövding och notarius publicus, Uno Oldenburg, efter ritningar av Per Olof Hallman. Oldenburgs initialer OU syns på kartuschen i frontespisen mot Lejonvägen. Tomten för Holmia 1 är den största i kvarteret och en sammanslagning av dåvarande Holmia 1, 2, 3 och 11.  Byggnaden har enligt kommunen ett mycket högt kulturhistoriskt värde.

## Kvarterets byggnader (urval)
| Bild | Namn                 | Fastighet      | Adress             | Arkitekt                         | Byggherre               | Byggår                           | Dagens användning |
| ---- | -------------------- | -------------- | ------------------ | -------------------------------- | ----------------------- | -------------------------------- | ----------------- |
|      | Villa Oldenburg      | Holmia 1, 2, 3 | Fylgiavägen 4      | Per Olof Hallman                 | Uno Oldenburg           | 1910                             | Flerfamiljsvilla  |
|      | Villa ...            | Holmia 5       | Holmiavägen 8      | Axel Herman Forsberg             | Okänd                   | 1907                             | Förskola          |
|      | Villa Fornboda       | Holmia 9       | Lejonvägen 26      | David Lundegårdh Carl Kempendahl | Fröknarna Gauffin       | 1907                             | Lidingö museum    |
|      | Villa Siri Carlesson | Holmia 10      | Holmiavägen 10     | Albin Brag                       | Enkefru Siri Carlesson  | 1907                             | Privatvilla       |
|      | Skeppargården        | Holmia 11      | Stockholmsvägen 61 | okänd (typritning)               | Ingenjör E.A. Andersson | 1906 (villastadens äldsta villa) | Privatvilla       |
|      | Villa Solgården      | Holmia 12      | Lejonvägen 28      | David Lundegårdh Carl Kempendahl | okänd                   | 1907                             | Privatvilla       |